# Bitka na Neretvi (1969.)
Bitka na Neretvi je partizanski film iz 1969. godine, koji se sudskom odlukom od 2013. tretira kao djelo hrvatske kinematografije. Postao je dotad najgledaniji ratni film jugoslavenske kinematografije snimljen u međunarodnoj koprodukciji s nizom inozemnih glumaca. Film tematizira bitku na Neretvi, jednu od najpoznatijih ofenziva sila Osovine u Drugome svjetskom ratu. Godine 1970. bio je nominiran za Oscara za najbolji film na stranome jeziku. Sljedećih je godina snimljeno još nekoliko filmova slične tematike, primjerice Sutjeska. Film Bitka na Neretvi snimljen je u koprodukciji hrvatskih, slovenskih, bosanskohercegovačkih, njemačkih, talijanskih, srbijanskih, crnogorskih, makedonskih i kosovskih producenata. Hrvatska tvrtka Jadran film je 2014., temeljem sudske odluke, preuzela distribuciju i zaštitu autorskih prava tog filma.

## Radnja
Kada se partizani nađu okruženi od neprijateljske vojske, glavni stožer za obranu naređuje rušenje mosta na Neretvi. No, poginulih je sve više, zaraze se šire pa je, radi spasa civila, potrebno izgraditi zamjenski most.

## Uloge
- Kole Angelovski – Žika
- Stole Aranđelović – Šumadinac
- Sergej Bondarčuk – Martin
- Yul Brynner – Vlado
- Sylva Kosćina – Danica
- Anthony Dawson – talijanski general Morelli
- Milena Dravić – Nada
- Boris Dvornik – Stipe
- Curt Jürgens – njemački general Lohring
- Hardy Krüger – njemački pukovnik Kranzer
- Franco Nero – talijanski satnik Michele Riva
- Howard Ross – talijanski narednik Mario
- Lojze Rozman – Ivan
- Ljubiša Samardžić – Novak
- Oleg Vidov – Nikola
- Orson Welles – četnički senator
- Bata Živojinović – Stole
- Dušan Bulajić – četnički potpukovnik
- Demeter Bitenc – njemački satnik Schroeder
- Faruk Begolli – njemački poručnik Horst

## Zanimljivosti
- Jedan od filmskih plakata američke inačice napravio je Pablo Picasso. Plakat je tiskan u ograničenom broju i svaki primjerak plakata potpisao je Picasso na stražnjoj strani.[4]
- Bernard Hermann skladao je glazbu američke verzije filma.
- U nekim scenama Nijemci voze američke tenkove Sherman.
- Film je mogao još ranije, Bulajić je u kolovozu 1961. izjavio da razmišlja o novom filmu na temu narodnooslobodilačke borbe, samo što nije siguran da li će to biti Kozara ili Neretva. Nakon čega se ipak odlučio za Kozaru[5]

## Vanjske poveznice
- Bitka na Neretvi u internetskoj bazi filmova IMDb-a